# Павелецкий район
Павелецкий район — территориально-административная единица РСФСР, существовавшая с апреля по октябрь 1946 года.
Павелецкий район был образован 29 апреля 1946 года в составе Московской области путём выделения из Горловского района. В состав района вошли рабочий посёлок Павелец, а также следующие сельсоветы: Березняговский, Вязовенский, Делеховский, Казинский, Катинский, Кремлёвский, Лазинский, Мшанский, Павелецкий, Стрелецко-Дубравский и Хворощевский.
10 июня 1946 года Павелецкий район был передан в Рязанскую область.
7 октября 1946 года Павелецкий район был упразднён.